# Carrabelle
Carrabelle é uma cidade localizada no estado americano da Flórida, no condado de Franklin. Foi incorporada em 11 de maio de 1893.

## Geografia
De acordo com o United States Census Bureau, a cidade tem uma área de 14,6 km², onde 11,6 km² estão cobertos por terra e 2,9 km² por água.

### Localidades na vizinhança
O diagrama seguinte representa as localidades num raio de 64 km ao redor de Carrabelle.

## Demografia
Segundo o censo nacional de 2010, a sua população é de 2 778 habitantes e sua densidade populacional é de 238,3 hab/km². É a localidade mais populosa do condado de Franklin e a que, em 10 anos, teve o maior crescimento populacional do condado. Possui 988 residências, que resulta em uma densidade de 84,8 residências/km².